# Arkadi Rotenberg
Pour l’article homonyme, voir Rotenberg.
Arkadi Romanovitch Rotenberg (en russe : Аркадий Романович Ротенберг) est un homme d'affaires et oligarque russe né en décembre 1951 à Léningrad en URSS (aujourd'hui Saint-Pétersbourg en Russie). Son frère Boris est aussi un oligarque russe.
En juillet 2022, sa fortune est évaluée par le magazine Forbes à 2,4 milliards de dollars.
Les frères Rotenberg sont soumis à des sanctions de l'Union européenne et des États-Unis en raison de leur implication dans la guerre russo-ukrainienne.

## Biographie
Rotenberg est né en 1951 à Leningrad, où son père, Roman, travaille à la direction de l'usine téléphonique Aube rouge,. En 1963, à l'âge de douze ans, il intègre le club de sambo d'Anatoli Rakhline, où s'entraine également Vladimir Poutine.
En 1978, Rotenberg est diplômé de l'université nationale d'éducation physique, de sport et de santé de Lesgaft et devient entraîneur de judo. Après le retour de Poutine en Russie en 1990, Rotenberg s'entraîne avec lui plusieurs fois par semaine.
En 1998, Rotenberg et Vassili Chestakov créent à Saint-Pétersbourg un club de judo et de sambo, le Yawara-Neva Club.
En 1999, il se voit confier par Vladimir Poutine la société publique de vente de vodka, Rosspiritprom.
En 2008, les Rotenberg obtiennent 5 filiales de Gazprom spécialisées dans la construction à un prix estimé très faible par rapport au marché (348 millions de dollars). Rotenberg fait fortune avec son frère Boris Rotenberg dans plusieurs secteurs comme la construction, la fabrication de tuyaux métalliques et la banque. Rotenberg est président du directoire de la SMP Bank et de la société de construction de pipelines Stroygazmontazh (SGM). Les deux frères pratiquent le judo et sont proches du président Vladimir Poutine, à tel point qu'ils sont considérés parmi les hommes d'affaires les plus influents de Russie.
À partir de 2010, Rotenberg prend progressivement le contrôle de Mostotrest (ru), une grande entreprise de construction de routes, ponts et voies ferrées.
Arkadi Rotenberg figure sur la liste des personnalités interdites de séjour et aux avoirs gelés en Union européenne du fait des sanctions de l'Union européenne à l'encontre de la fédération de Russie, dans le cadre de la guerre russo-ukrainienne,. En 2014, il est frappé des mêmes sanctions aux États-Unis et le département du Trésor des États-Unis l'accuse d'avoir « gagné des milliards de dollars en contrats pour Gazprom ou pour les Jeux olympiques d'hiver attribués par Poutine ». Conséquences de ces sanctions de l'UE, plusieurs propriétés de Rotenberg (dont un hôtel à Rome) d'une valeur de 30 millions d'euros, sont saisies en Italie. Il est malgré cela supposé être le propriétaire de deux villas en Toscane, à Castiglione della Pescaia, et au Monte Argentario,.
Malgré les sanctions américaines, les frères Rotenberg achètent en 2014 pour 18 millions de dollars américains d'œuvres d'art (dont La Poitrine de René Magritte et des œuvres d'Henry Moore, Marc Chagall, Georges Braque et Tamara de Lempicka) aux États-Unis en utilisant des entreprises qu'ils contrôlent directement ou indirectement. Ces achats profitent de l'opacité du marché de l'art pour éviter les sanctions américaines. En utilisant d'autres techniques, les Rotenberg sortent plus de 91 millions de dollars des États-Unis, évitant ainsi les sanctions américaines,.
En 2015, Vladimir Poutine souhaite construire un pont qui enjambe le détroit de Kertch et relie la Crimée annexée et la Russie continentale. Il confie le projet, dont le budget se monte à 2,9 milliards d'euros, à Arkadi Rotenberg et à des sociétés de BTP qu'il contrôle : SGM et Mostotrest,.
En 2016, les noms d'Arkadi et Boris Rotenberg apparaissent dans les Panama Papers. Il sera de nouveau cité, ainsi que son frère Boris, dans les révélations des Paradise Papers, un an plus tard.
En 2018, les sociétés SGM et Mostotrest sont placées sous sanctions par l'Union européenne pour leur rôle dans la construction de deux ponts en Crimée qui enjambent le détroit de Kertch,.
En juillet 2019, 2,9 % des parts de Gazprom sont vendues à un prix inférieur à celui du marché (pour une transaction à 2,2 milliards de dollars) et en novembre 2019, 3,6 % des parts de Gazprom sont vendues à un prix inférieur de 13 % à celui du marché (pour 2,9 milliards de dollars). L'acquéreur est inconnu mais plusieurs sources mentionnent Arkadi Rotenberg et ses sociétés comme les principaux bénéficiaires de ces opérations. En août, Rotenberg nie être lié à cet achat de titres,.
En novembre 2019, Rotenberg vend ses parts dans Stroygazmontazh pour 1,2 milliard de dollars à Stroyinvestholding, une société créée en juillet 2019 et dont les propriétaires sont inconnus.   Stroyinvestholding est dirigé par Olga Safonova,.
Rotenberg est aussi le président du club de hockey sur glace du Dynamo Moscou.

### Immobilier
En janvier 2021, Rotenberg annonce être le propriétaire du « palais de Poutine », une résidence fastueuse (d'une valeur de près d'un milliard de dollars américains) dont la propriété effective est attribuée au président Poutine par le militant anti-corruption Alexeï Navalny,.
Il est le propriétaire du palais Toerring-Jettenbach, à Munich (Allemagne), comme l'ont révélé les Pandora Papers.

### Affaires
En juin 2013, Russie-Libertés, Sherpa, CEE Bankwatch Network, MOBO Princip et des écologistes russes, dont Evguenia Tchirikova, déposent plainte auprès du parquet de Nanterre contre Vinci Concessions Russie et contre X sur des soupçons de corruption dans le cadre de la passation d'un marché public pour la construction et la concession d'exploitation de l'autoroute Moscou-Saint-Pétersbourg,. La plainte est appuyée par des éléments collectés avec l'aide de journalistes russes. Les demandeurs mettent en cause les conditions de l'appel d'offres, l'implication de hauts fonctionnaires et de l'oligarque Arkadi Rotenberg, ainsi que des ramifications financières aboutissant à Chypre, pays considéré comme un paradis fiscal.

### Vie privée
Il a divorcé deux fois et est père de cinq enfants.